# Naoya Urata
 (mars 2017).
Si vous disposez d'ouvrages ou d'articles de référence ou si vous connaissez des sites web de qualité traitant du thème abordé ici, merci de compléter l'article en donnant les références utiles à sa vérifiabilité et en les liant à la section « Notes et références ».
Naoya Urata (浦田 直也, Urata Naoya), né le 10 novembre 1982 à Tokyo, est un acteur, chanteur et danseur japonais. 
Il est le leader du groupe de musique japonais AAA.

## Biographie
Naoya est apparu dans Dome Tour et Stadium Tour d'Ayumi Hamasaki. Il est aussi apparu dans les PV[Quoi ?] Greatful Day et Tandem d'Halcali.
Il a donné des cours de danse pour la Avex Artist Academy.

## Filmographie

### Film
- 2007 : Heat Island, sous le nom de Takeshi[2]

### Drame
- 2008 : Feature Century Shakespeare

## Discographie

### Albums
- 2009 : Turn over
- 2013 : Unchanged

### Compilations
- 2015 : un BEST

### Singles
- 2010 : Dream On, en duo avec Ayumi Hamasaki
- 2013 : It's just love
- 2013 : Love Song
- 2013 : Boku ga Ichiban Hoshi Katta Mono
- 2013 : Yasashii Kiss wo Shite
- 2013 : I Want It That Way
- 2013 : Time goes by
- 2013 : Sekai de Ichiban Atsui Natsu
- 2013 : Kimi ga Iru Dake
- 2014 : To you avec Kiyotake Hiroshi
- 2014 : Still Remember / Love Is Blind